# Cuplé
El cuplé es un estilo musical español, ligero y popular, que a veces podía resultar subido de tono y picante según los estándares de la época.

## Etimología
La palabra viene del francés couplet, que a su vez procede del provenzal cobla. Cobla significa pareja de versos. Según el lingüista Émile Littré, la palabra couplet en el siglo XIX significó en la jerga teatral parlamento o parte hablada. La ortografía couplet se mantuvo en España durante todo el primer cuarto del siglo XX, hasta que se adoptó la hispanización de cuplé.

## Historia del cuplé en España

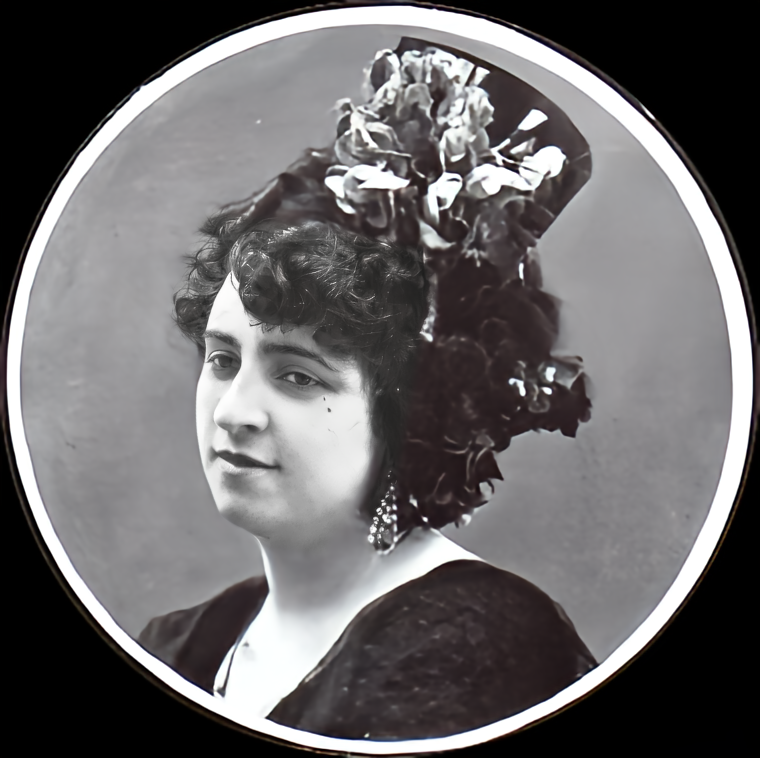
Aurora Purificación Mañanós Jauffret (1891–1950), «La Goya», en 1914.

Desde el siglo XVII fueron muy célebres en los escenarios españoles los monólogos cantados por mujeres. Así encontramos, en primer lugar, la jácara y, ya en el XVIII, la tonadilla. Ambas piezas se cantaron tanto dentro de obras de más extensión como por separado, y es aquí donde hemos de buscar el origen del cuplé. A finales del siglo XIX, por la influencia de los espectáculos franceses, se produce una evolución en las tonadillas tradicionales, y así nace el cuplé. Se dice que el primero, La Pulga, una traducción de una canción francesa, fue estrenado por la cantante alemana Augusta Berges en el madrileño Teatro Barbieri en 1893.
Las primeras obras fueron de tono picante, sicalíptico, como se dijo entonces, si bien, ya en 1911, la aparición en escena de La Goya provocó un cambio en este tipo de obras, que se volvieron más decentes, convirtiéndose entonces en un espectáculo para todos los públicos, no como antes, durante el periodo 1893–1911 —en que se denominó a este tipo de teatro «género ínfimo»—, cuando las representaciones eran, normalmente, sólo para hombres. Con La Goya, como décimos, los «géneros ínfimos» pasaron a convertirse en «teatro de variedades».
Con el paso del tiempo los cuplés comenzaron a pasar de moda, y nacieron otras formas de espectáculo de variedades, como la copla y la revista, que empezó a triunfar en los años treinta, con títulos de tanta relevancia como Las Leandras, en 1931. Terminada la Guerra Civil, el nuevo orden político prohibirá el cuplé como espectáculo, pero sobrevivió enmascarado en las representaciones de varietés a lo largo de todo el franquismo.

## El cuplé político en España
En el año 1868 nace en España otro género musical de teatro: la revista política. Se trata de representaciones en que se ponen de manifiesto una serie de acontecimientos sucedidos en el año en curso. En la representación estaban intercalados unos números musicales cuyo tema tiene que ver con el tema de dicha representación y que por lo general son críticas de la vida política acontecida. Nace de esta forma el cuplé político. Son canciones sarcásticas que proceden del sector liberal y en las que sus oponentes los conservadores son un blanco muy atractivo. Se hacen enseguida muy populares. Los bandos de Villafrita, Las grandes figuras, La gran vía, El año pasado por agua, Los presupuestos de Villapierde son algunas de las obras más populares del siglo XIX.
Una de las obras más famosas fue la titulada La Marsellesa con libreto de Miguel Ramos Carrión (autor de la popular zarzuela española Agua, azucarillos y aguardiente) y música de Caballero, estrenada en diciembre de 1876. En uno de sus cuplés se dice:
Yo quiero ver cien nobles
colgados de un farol
racimo que en un día
vendimie la Nación…
También en ciertas zarzuelas como La Gran Vía hay canciones-cuplés cuya letra y música obtienen rápidamente un gran éxito y que son difundidas por el público. El coro de calles y plazas dice:
Van a la calle de Peligros
los que oprimen al país
y a la del sordo va el Gobierno
que no quiere oír.
Este cuplé político es una importación de Francia donde fue muy popular desde 1770 y después durante la Revolución.

## Intérpretes
Tradicionalmente han sido siempre mujeres, aunque hubo excepciones desde sus comienzos ya que las zarzuelas arrevistadas llevaban cuplets que cantaban los cómicos, y en el siglo XXI pueden estar interpretados también los cuplés por hombres y sobre todo por travestis. Las intérpretes solían ser actrices con voz de tiple, añadiendo una buena figura y rodeadas de una fama de vida desordenada, de lujos y de aventuras. En un principio tenían el nombre de tonadillera, apelativo que subsistió hasta el siglo XX junto con el de cupletista.

## Cupletistas españolas

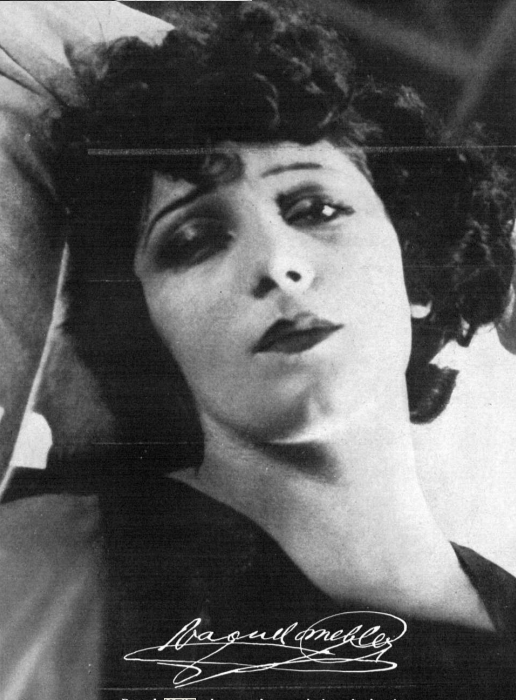
Raquel Meller en 1928.

A finales del siglo XIX, con la llegada del music-hall y otros entretenimientos foráneos, los empresarios montaron nuevos espectáculos con artistas españolas. El empresario Eduardo Montesinos tradujo del italiano un cuplé titulado La pulga que estrenó la cupletista Pilar Cohen con un éxito arrollador y que más tarde interpretarían otras artistas famosas también. El recuerdo de este cuplé duró hasta finales del siglo XX.
Otra cupletista famosa sobre todo durante los años de la Primera Guerra Mundial fue La Chelito, también intérprete del citado cuplé. Después de la Primera Guerra Mundial, las intérpretes del cuplé eligieron temas menos pícaros y más románticos. Es el momento en que convive el término de cupletista con canzonetista y tonadillera. La mejor intérprete de este momento es Raquel Meller que empezó a actuar en 1908. No solo en salas y cabarés sino en los mejores escenarios del mundo. Desde 1920 hasta 1936 fue la artista más famosa y con mejor sueldo del momento, se dice que por encima de Maurice Chevalier y de Carlos Gardel. Las crónicas de la época cuentan que era tal su importancia que se llegó a despejar la vía del tren cuando ella viajaba en este medio, que llevaba tres cocineros en su séquito y un equipaje de cientos de baúles. Era invitada y huésped de reyes. Sus éxitos más famosos fueron El relicario y La violetera.
Pastora Imperio fue otra intérprete española de gran fama, rival de Raquel Meller. Era andaluza. En su estilo y en sus canciones se adivina ya el género de copla.

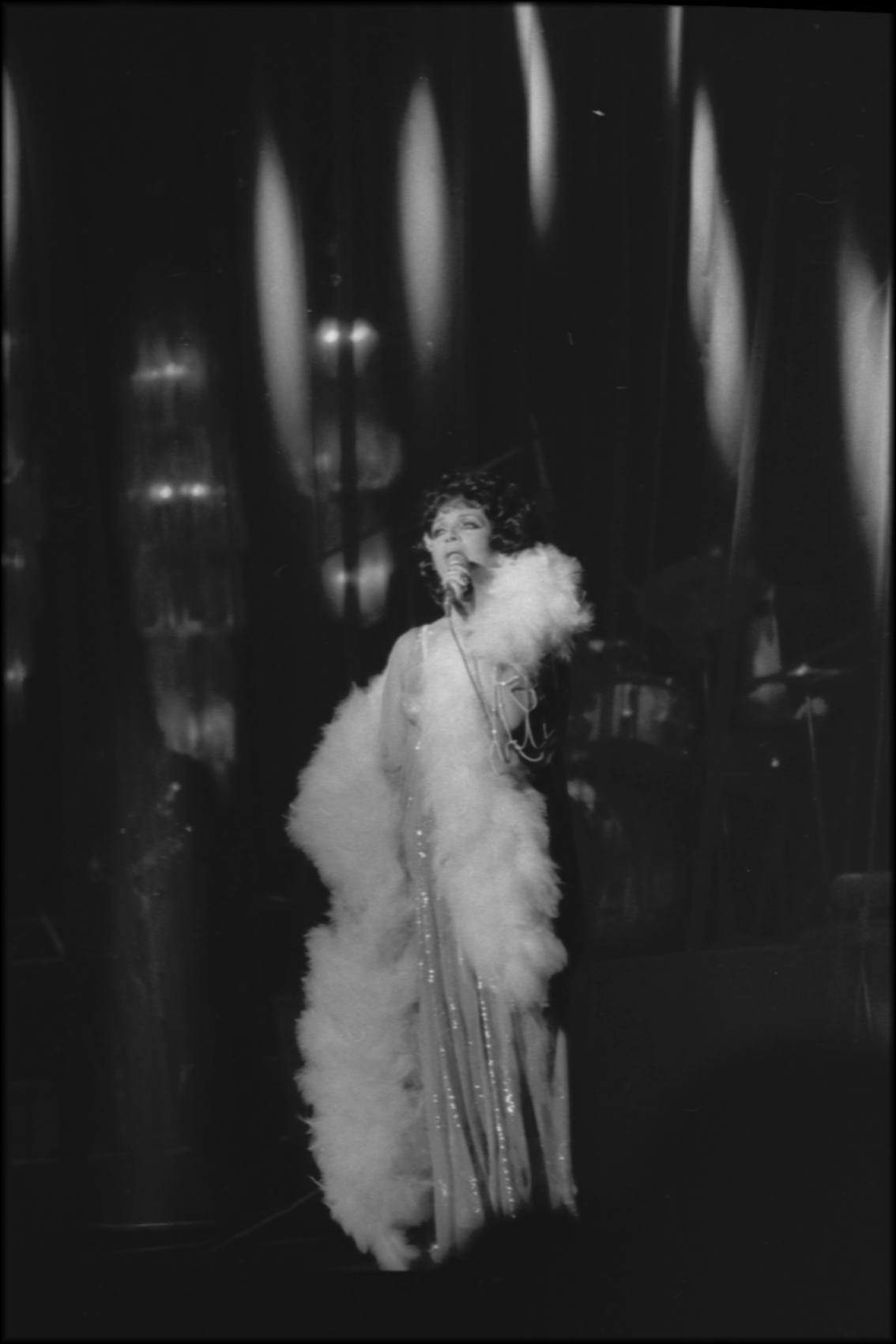
Sara Montiel

En los años 50 del siglo XX tuvo un revival en que destaca Sara Montiel con sus interpretaciones de cuplé como Fumando espero, el Relicario, La violetera y Carmen la de Ronda, y la película La Violetera (1958) y El último cuplé (1957). También la versión de El Relicario de Gloria Lasso￼￼, Carmen de Lirio con el tema La noche de boda, el tema Batallón de modistillas de Lilian de Celis que también destacó con La chica del 17 y Carmen Morell con Bombon, escrita por Francisco Cordoñer

### Otras cupletistas famosas
- Pilar Alonso
- Elvira de Amaya
- Matilde Aragón
- Ofelia de Aragón
- La Chelito
- Marujita Díaz
- Paquita Escribano
- Esmeralda (cantante)
- Luisa Esteso
- Julia Fons
- Fornarina (cupletista)
- Celia Gámez
- Gloria Lasso
- Goyita
- La Argentinita
- La Goya
- Lilián de Celis
- Carmen de Lirio
- Maruja Lopetegui
- Úrsula López
- Raquel Meller
- Nati Mistral
- María Luisa Moneró
- Carmen Morell
- Preciosilla
- Olga Ramos
- Olga María Ramos
- Mercedes Serós
- Corita Viamonte

## El cuplé en Madrid
Hacia los últimos años del siglo XIX en Madrid, el teatro musical está en pleno auge. Existen en ese momento once salas que se dedican a este género, entre ellas Apolo, Zarzuela y Eslava. Zarzuelas y sainetes hacen las delicias del público madrileño. Pasados algunos años, estos géneros van decayendo y son sustituidos por los cuplés y las variedades. En las variedades están incluidos los números de cuplés interpretados por artistas que llegaron a tener mucha fama en Madrid y en el resto de España y algunas en diversos puntos del extranjero.
En la plaza del Carmen de Madrid había por entonces un frontón que su dueño transformó en local de variedades, llamándolo Gran Kursaal. Allí acudía la bohemia de aquellos tiempos formada por escritores, pintores, trasnochadores, etc. Las artistas del local eran la Fornarina, la Argentina, Pastora Imperio y Mata-Hari. También había una muchachita joven que por entonces actuaba de simple telonera, llamada Anita Delgado. Esta muchacha llegaría a ser la maharaní de Kapurtala.
Aquellos cuplés cantados en aquellos locales de variedades eran muy atrevidos para la moral de la época, calificados como sicalípticos es decir la «pornografía» del momento, siempre teniendo en cuenta la moral y las costumbres de entonces. También empezó a llamarse género ínfimo a este tipo de espectáculos. Junto con el Kursaal se abrieron el Salón de Madrid y el Trianón Palace. En uno de estos locales fue donde se dio a conocer el cuplé de Retana y Yust titulado Un paseo en auto, interpretado por la Chelito, una de cuyas estrofas era coreada y memorizada por el público madrileño:
Tanto sufría yo
al mirar que el ahogo
no lograba que aquello marchara,
que por fin me arriesgué
y al muchacho ayudé
para que su motor funcionara.

## Filmografía
- El último cuplé, de Juan de Orduña, 1957, con Sara Montiel
- La Violetera, de Luis César Amadori, 1958, con Sara Montiel
- Aquellos tiempos del cuplé, de Mateo Cano y José Luis Merino, 1958, con Lilián de Celis
- Del cuplé al tango, de Julio Saraceni, 1958, con Virginia Luque
- Miss Cuplé, de Pedro Lazaga, 1959, con Mary Santpere
- Y después del cuplé, de Ernesto Arancibia, 1959, con Marujita Díaz
- La Reina del Chantecler, de Rafael Gil, 1962, con Sara Montiel
- La Coquito, de Pedro Masó, 1977, con Iliana Ross
- ¡Pum!, de José Estrada, 1981, con Olga Ramos